# 成増 (アルバム)
「成増」（なります）は 1985年3月21日に発売されたとんねるずの1枚目のオリジナル・アルバム。

## 概要
アルバム・タイトルの由来は、石橋貴明の出身地である東京都板橋区成増から。正式タイトルは「成増 とんねるず 1番 (CD版は成増 とんねるず いちばん)」。「とんねるずが一番になります」に加えて、ファースト・アルバムであることに掛けている。ジャケット写真はLPとCDでレイアウトが異なる。

## 収録曲

### LP盤 / CT盤
| 全作詞: 秋元康、全作曲・編曲: 見岳章。 |                                      |        |            |      |
| #                                      | タイトル                             | 作詞   | 作曲・編曲 | 時間 |
| 1.                                     | 「とんねるずのテーマ」               | 秋元康 | 見岳章     | 4:09 |
| 2.                                     | 「ブリキのダンス」                   | 秋元康 | 見岳章     | 3:09 |
| 3.                                     | 「Chadawa」                          | 秋元康 | 見岳章     | 4:15 |
| 4.                                     | 「バハマ・サンセット (New Version)」 | 秋元康 | 見岳章     | 4:27 |
| 5.                                     | 「Dog Night」                        | 秋元康 | 見岳章     | 4:47 |
| 合計時間:                              | 合計時間:                            | 20:47  |            |      |

| 全作詞: 秋元康、全作曲: 見岳章（#4、作曲: 松尾一彦）、全編曲: 見岳章。 |                         |        |                               |      |
| #                                                                      | タイトル                | 作詞   | 作曲・編曲                    | 時間 |
| 1.                                                                     | 「一気! (Ner Version)」 | 秋元康 | 見岳章（#4、作曲: 松尾一彦 ） | 5:32 |
| 2.                                                                     | 「振り向けば自転車屋」  | 秋元康 | 見岳章（#4、作曲: 松尾一彦 ） | 4:53 |
| 3.                                                                     | 「母子家庭のバラード」  | 秋元康 | 見岳章（#4、作曲: 松尾一彦 ） | 7:35 |
| 4.                                                                     | 「銀河の交番」          | 秋元康 | 見岳章（#4、作曲: 松尾一彦 ） | 5:27 |
| 合計時間:                                                              | 合計時間:               | 23:27  |                               |      |

### CD盤
| 全作詞: 秋元康、全作曲: 見岳章（#9、作曲: 松尾一彦）、全編曲: 見岳章。 |                                      |        |                              |      |
| #                                                                      | タイトル                             | 作詞   | 作曲・編曲                   | 時間 |
| 1.                                                                     | 「とんねるずのテーマ」               | 秋元康 | 見岳章（#9、作曲: 松尾一彦） | 4:09 |
| 2.                                                                     | 「ブリキのダンス」                   | 秋元康 | 見岳章（#9、作曲: 松尾一彦） | 3:09 |
| 3.                                                                     | 「Chadawa」                          | 秋元康 | 見岳章（#9、作曲: 松尾一彦） | 4:15 |
| 4.                                                                     | 「バハマ・サンセット (New Version)」 | 秋元康 | 見岳章（#9、作曲: 松尾一彦） | 4:27 |
| 5.                                                                     | 「Dog Night」                        | 秋元康 | 見岳章（#9、作曲: 松尾一彦） | 4:47 |
| 6.                                                                     | 「一気! (Ner Version)」              | 秋元康 | 見岳章（#9、作曲: 松尾一彦） | 5:32 |
| 7.                                                                     | 「振り向けば自転車屋」               | 秋元康 | 見岳章（#9、作曲: 松尾一彦） | 4:53 |
| 8.                                                                     | 「母子家庭のバラード」               | 秋元康 | 見岳章（#9、作曲: 松尾一彦） | 7:35 |
| 9.                                                                     | 「銀河の交番」                       | 秋元康 | 見岳章（#9、作曲: 松尾一彦） | 5:27 |
| 合計時間:                                                              | 合計時間:                            | 44:14  |                              |      |

### 解説
1. 「とんねるずのテーマ」
1995年発売のアルバム「おまえ百までわしゃ九十九まで」収録「とんねるずのテーマ」とは同名異曲。冒頭で「ダビングするんじゃねえよ!」のセリフが入る。
2. 「ブリキのダンス」
ほぼInstrumentalに近い曲。
3. 「Chadawa」
内山田洋とクール・ファイブのパロディ（メロディーは「長崎は今日も雨だった」に似せている）。コーラスで石橋の前妻が参加。
4. 「バハマ・サンセット (New Version)」
シングルとは歌詞が異なる。「一気!」のカップリング曲。
5. 「Dog Night」
6. 「一気! (New Version)」
当時ラジオで放送されていた｢決定!全日本歌謡選抜｣のパロディ（木梨がラジオパーソナリティの小川哲哉に扮す）が入っている。
7. 「振り向けば自転車屋」
木梨ソロ。松山千春のパロディ。
8. 「母子家庭のバラード」
石橋ソロ。曲自体はシリアスだが、セリフ部分はギャグになっている。
9. 「銀河の交番」
擬似ライヴ風にアレンジされたロック調の曲。
無歓声テイクは｢青年の主張｣カップリングに収録。